# 贺捷生
贺捷生（1935年11月1日—），土家族，退役少將，賀龍和蹇先任之女，中华人民共和国政治人物、第十一届全国政协委员。

## 生平
加入中国共产党，担任军事科学院原军事百科研究部部长（正军职）。2008年，当选第十一届全国政协委员，代表社会科学界，分入第三十三组。并担任民族和宗教委员会专委。